# Минамицугару
Минамицугару (яп. 南津軽郡 Минамицугару-гун) — уезд, расположенный в префектуре Аомори (Япония).
Площадь — 222.98 км², Население — 33 815 человек (на 2013 год).

## Населённые пункты
- село Инакадате
- посёлок Фудзисаки
- посёлок Овани

## История

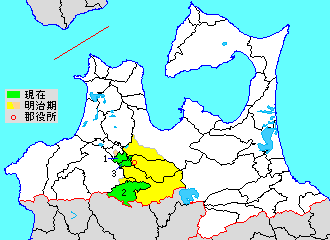
Расположение уезда на карте префектуры Аомори
зелёный — современная территория
зелёный+жёлтый — территория начала Период Мэйдзи
НП уезда:
1. Фудзисаки
2. Овани
3. Инакадате

Изначально уезд был в составе провинции Муцу. В период Реставрации Мэйдзи в 1868 году, уезд состоял из одного посёлка (ныне город Куроиси) и 22 сёл, под контролем княжества Куроиси, а также 117 сёл, под контролем княжества Хиросаки. Префектура Аомори была образована 13 декабря 1871 года. Новый уезд был создан, путём выделения из уезда Цугару, 30 октября 1878 года. С созданием муниципальной системы 1 апреля 1889 года, в состав уезда вошли 1 посёлок (Куроиси) из 27 сёл.
Преобразования уезда:
- 8 сёл получили статус посёлка: 1923 – Исикава, Овани и Фудзисаки, 1929 – Касиваги, 1937 – Оноэ, 1940 – Намиока, 1943 – Дайкодзи, 1951 – Курадате.
- 1954 год — Куроиси был выделен из состава уезда в статусе город, путём слияния одноименного посёлка с прилегающими сёлами. Посёлок Курадате вошёл в состав посёлка Овани.
- 1955 год — был образован новый посёлок Хирака, путём слияния посёлков Касиваги, Дайкодзи, и сёл Такедате, Одзаки, Матия. Село Хатаока было включено в состав уезда.
- 1957 год — посёлок Исикава был выделен из состава уезда и вошёл в состав города Куроиси.
- 28 марта 2005 год — село Токива включено в состав посёлка Фудзисаки.
- 28 апреля 2005 год — посёлок Намиока был выделен из состава уезда и вошёл в состав города Аомори.
- 1 января 2006 год — был образован новый город Хиракава, путём слияния посёлков Хирака и Оноэ, села Икаригасеки.